# تی‌اس‌اس کامبریا (۱۸۹۷)
تی‌اس‌اس کامبریا (۱۸۹۷) (به انگلیسی: TSS Cambria (1897)) یک کشتی بود که طول آن ۳۲۹ فوت (۱۰۰ متر) بود. این کشتی در سال ۱۸۹۷ ساخته شد.